# XFL (2020–2023)
A XFL foi uma liga de futebol americana profissional proposta pertencente à Alpha Entertainment de Vince McMahon. Foi a sucessora da XFL anterior, que foi controlado pela World Wrestling Federation (WWF, agora WWE) e pela NBC, e teve uma única temporada em 2001. Nem as equipas nem as cidades foram anunciadas para já, mas a liga vai seguir uma estrutura similar à que ocorreu em 2001, com oito equipes de propriedade central e operadas pela liga, disputando uma temporada de dez jogos e pós-temporada de duas semanas nos meses de inverno e primavera.
Ao anunciar a reformada XFL, McMahon afirmou que, embora compartilhe o mesmo nome que a liga de 2001 (o que McMahon afirmou que ele fez, principalmente porque ele teve acesso à marca registrada) e ainda vai contar com entretenimento desportivo como a liga de 2001, não vai incluir a mesma abordagem da Attitude Era para com o jogo como a sua antecessora fez, em vez disso, visando criar uma liga com menos controvérsias fora do campo e mais rápida, jogando mais simples em comparação com a National Football League.
Após cinco semanas, a XFL anunciou que sua temporada inicial seria cancelada devido a preocupações com a pandemia do COVID-19. A liga afirmou que faria tudo o possível para retomar as atividades em 2021. Em 2 de agosto de 2020, o ator e produtor Dwayne Johnson e seu parceiro de negócios Dany Garcia lideraram um consórcio com a RedBird Capital, de Gerry Cardinale, para comprar a XFL por $15 milhões, horas antes da realização do leilão.

## História

### XFL (2001)

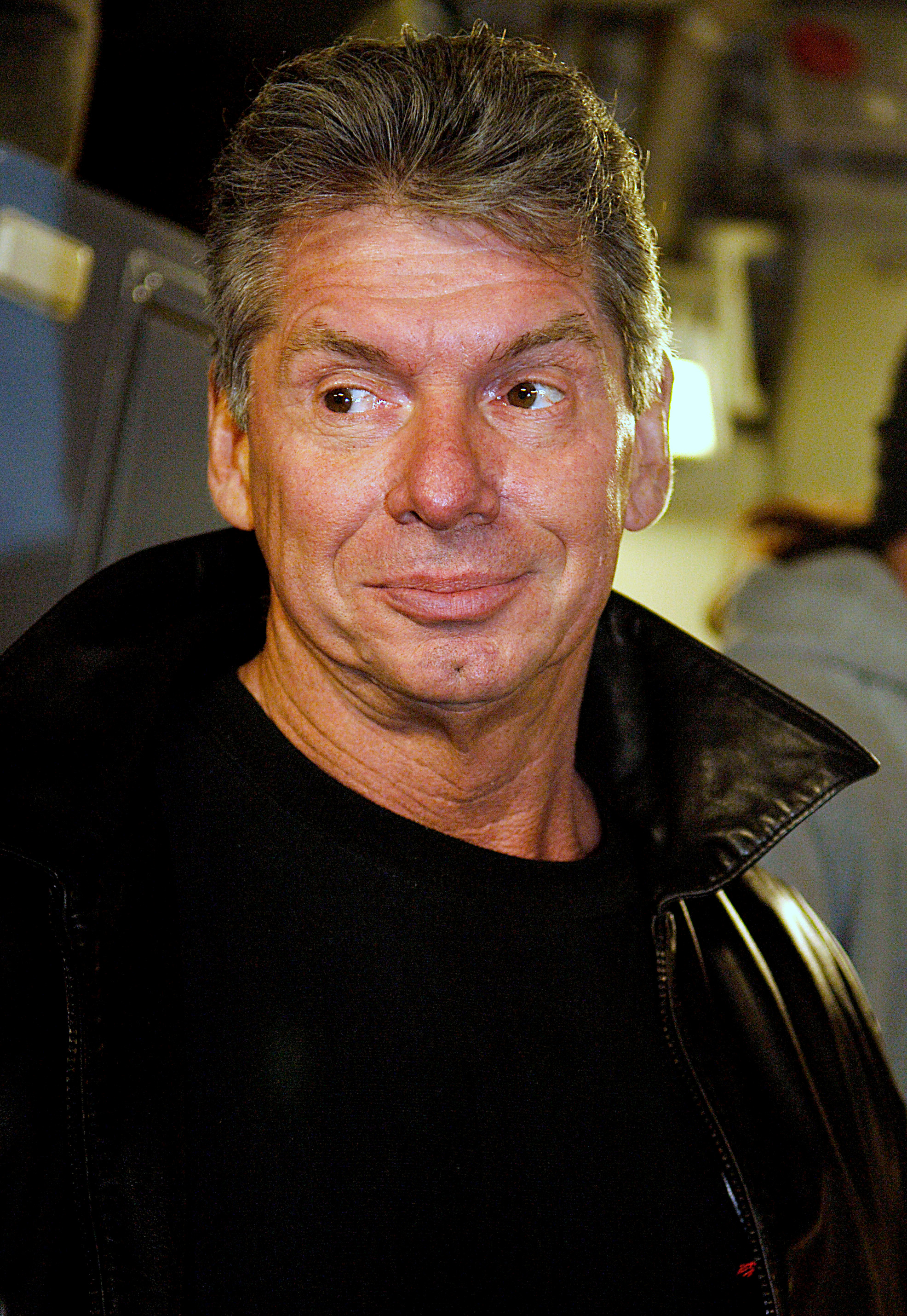
Vince McMahon, o fundador da Alpha Entertainment, LLC

A XFL originalmente funcionou numa única temporada em 2001, como um empreendimento conjunto entre a WWE e a NBC liderada por Vince McMahon e Dick Ebersol, executivo da NBC. A liga tentou ser uma concorrente da National Football League - a liga profissional predominante do futebol americano nos Estados Unidos (e onde a NBC havia perdido recentemente seus direitos de transmissão para a CBS), e decorreria no intervalo entre temporadas da National Football League. Apresentava várias modificações às regras do futebol, a fim de aumentar sua intensidade, bem como inovações no ar como Skycams, colocar microfones nos jogadores e entrevistas durante o jogo com os jogadores. A liga foi finalmente criticada por confiar muito em truques de entretenimento desportivo semelhantes à Luta profissional (incluindo enfatizar a violência e usar cheerleaders como fonte de sex appeal) e pela falta de talento de alto nível entre os seus jogadores. Apesar de fortes audiências nos seus primeiros jogos, a audiência acabou por descer, e a liga foi dissolvida após a conclusão da temporada inaugural. Ambos os parceiros perderam 35 milhões de dólares com a XFL, e McMahon admitiu que a liga tinha sido um "fracasso colossal"

### Renascimento
No documentário da ESPN de 2017, This Was the XFL, McMahon falou abertamente em revivar a XFL, avisando que mudanças deveriam ser feitas em relação a 2001, a fim de torná-lo viável e relevante na era moderna. A 15 de Dezembro de 2017, o colunista do Bleacher Report, Brad Shepard, informou que McMahon estava a considerar seriamente um revivamento da XFL, com um anúncio esperado para 25 de Janeiro de 2018. Numa declaração à Deadspin, a WWE não confirmou nem negou os rumores, mas revelou que McMahon estava a estabelecer uma nova empresa conhecida como Alpha Entertainment, que "exploraria oportunidades de investimento em todas as paisagens desportivas e de entretenimento, incluindo o futebol profissional". A 21 de Dezembro de 2017, a WWE emitiu um depósito para a Securities and Exchange Commission , afirmando que McMahon tinha vendido 3,34 milhões de acções da WWE, no valor de 100 milhões de dólares para financiar a Alpha Entertainment.
A 25 de Janeiro de 2018, a Alpha Entertainment anunciou uma nova encarnação da XFL, que começaria com uma temporada inaugural de 10 semanas a partir de Janeiro ou Fevereiro de 2020. Numa conferência de imprensa, McMahon afirmou que a nova XFL não irá depender dos mesmo elementos de entretenimento desportivo que foram utilizados no original, afirmando que "Há apenas tantas coisas que têm 'FL' no final deles e já estão tomadas. Mas não teremos muito do que a XFL original teve, incluindo as cheerleaders, que já não fazem parte do jogo. O público quer entretenimento com o futebol e é isso que vamos dar ". McMahon afirmou que a liga apresentará oito equipes como uma única entidade de propriedade da Alpha (a XFL anterior também era uma liga de entidade única), que será revelada em 2019. A Alpha Entertainment foi estabelecida para manter a gestão e as operações da liga separadas da WWE.
A XFL irá desencorajar os gestos políticos dos jogadores durante os jogos (como, por exemplo, ajoelharem-se em protesto) e proibirá qualquer jogador com antecedentes criminais de participar. Ele justificou essas medidas afirmando que a XFL irá "avaliar um jogador com base em muitas coisas, incluindo a qualidade do ser humano que são", e que "as pessoas não querem que as questões sociais e políticas entrem em jogo quando tentam ser entretidas ". Ele sugeriu que os jogadores que desejassem expressar opiniões políticas deveriam fazê-lo em seu tempo pessoal. Embora ele tenha tido conexões com o empresário e actual presidente dos EUA, Donald Trump (como ter feito aparições durante os eventos da WWE e ter designado a esposa de McMahon Linda McMahon como chefe da Small Business Administration), McMahon afirmou que não havia consultado com Trump sobre a nova XFL. O próprio Trump teve experiência no futebol profissional como dono dos New Jersey Generals da USFL na década de 1980 e como licitante mal sucedido do Buffalo Bills da NFL em 2014 e também se opôs aos protestos contra o hino nacional de jogadores da NFL.
McMahon não revelou detalhes específicos sobre as mudanças de regras que a nova XFL apresentará, mas afirmou que pretende reduzir a duração dos jogos para cerca de duas horas (em contraste com o padrão atual do Futebol gridiron, que geralmente dura um pouco mais de três horas). Ele também observou que ao anunciar com dois anos de antecedência (ao contrário do XFL original, que só foi anunciado com um ano de antecedência), também haverá mais tempo para preparar a liga de modo a entregar um produto mais desejável.
McMahon negou que o momento do anúncio era destinado a coincidir com uma recente queda de audiências experimentada pela NFL, explicando que "o que aconteceu lá é o seu negócio, e eu não vou bater neles, mas vou aprender com os seus erros como qualquer um faria se fossem encarregados de reimaginar uma nova liga de futebol ". 

### Fim prematuro da temporada de 2020 e retomada em 2023
Em 12 de março de 2020, a liga anunciou que estava cancelando todos o restante da temporada devido a preocupações com a Pandemia de Coronavirus; esta preocupação era compartilhada pelas principais ligas esportivas dos Estados Unidos, que também tomaram atitudes com relação a pandemia. A XFL se comprometeu a pagar integralmente o salário de todos os jogadores e que faria todo o possível para retornar as atividades em 2021. Contudo, questões financeiras e de logística impediram o retorno imediato.
A primeira temporada da temporada da XFL desde sua retomada começou em fevereiro de 2023, com oito times, sendo o Arlington Renegades o primeiro campeão naquele ano.

## Times
| Clubes                | Cidade/Estado       | Estádio                      | Capacidade    | Treinador       |               |
| Divisão Norte         | Divisão Norte       | Divisão Norte                | Divisão Norte | Divisão Norte   | Divisão Norte |
| --------------------- | ------------------- | ---------------------------- | ------------- | --------------- | ------------- |
| DC Defenders          | Washington, D.C.    | Audi Field                   | 20 000        | Reggie Barlow   |               |
| Seattle Sea Dragons   | Seattle, Washington | Lumen Field                  | 69 000        | Jim Haslett     |               |
| St. Louis BattleHawks | St. Louis, Missouri | The Dome at America's Center | 66 965        | Anthony Becht   |               |
| Vegas Vipers          | Las Vegas, Nevada   | Cashman Field                | 12 500        | Rod Woodson     |               |
| Divisão Sul           |                     |                              |               |                 |               |
| Arlington Renegades   | Arlington           | Choctaw Stadium              | 25 000        | Bob Stoops      |               |
| Houston Roughnecks    | Houston, Texas      | TDECU Stadium                | 40 000        | Wade Phillips   |               |
| Orlando Guardians     | Orlando, Flórida    | Camping World Stadium        | 60 219        | Terrell Buckley |               |
| San Antonio Brahmas   | Tampa, Flórida      | Alamodome                    | 64 000        | Hines Ward      |               |

## Transmissões
McMahon afirmou que pretende aproveitar a transmissão via streamming como parte dos acordos de transmissão para a XFL; ele sente que os fãs não querem necessariamente que as transmissões digitais sejam uma transmissão simultânea de uma transmissão de televisão e que desejam "maneiras totalmente diferentes" de assistir futebol. A XFL não irá considerar as audiências como uma métrica de seu sucesso; McMahon argumentou que "para mim, a paisagem mudou de muitas maneiras diferentes. Basta olhar para a tecnologia e empresas como o Facebook e a Amazon para direitos desportivos. Mesmo que as audiências baixem, não há como negar que os direitos de desportos ao vivo continuam sendo valiosos e a dar garantias.

## Potenciais cidades e equipes
McMahon afirmou que queria jogar nos mercados existentes da NFL (o que, em teoria, descarta Birmingham, Memphis e Orlando da XFL original), mas não identificou potenciais cidades especificamente e não excluiu nenhuma cidade específica. McMahon também não descartou jogar em relvado artificial - a XFL original evitou superfícies de jogo artificiais; No entanto, a tecnologia avançou consideravelmente desde 2001. John Shumway, da KDKA-TV em Pittsburgh e meios de comunicação locais de Orlando e San Diego, perguntaram sobre potenciais equipas em suas respectivas cidades, mas McMahon (ao afirmar que "eu amo Pittsburgh") recusou-se a nomear cidades para equipas. McMahon também afirmou que as equipes vão ter novos nomes em vez de reciclar nomes da antiga liga.